# Deena Deardurff
Deena Deardurff (n. 8 mai 1957, Cincinnati, Ohio, SUA) este o înotătoare ce a reprezentat Statele Unite ale Americii, medaliată olimpică. A participat la o ediție a Jocurilor Olimpice (1972) în care a câștigat două medalii de aur.